# Dog Star Man
Dog Star Man is een serie experimentele korte films gemaakt tussen 1961 en 1964 onder de regie van de Amerikaan Stan Brakhage.
De films waren:
- Dog Star Man: Prelude (1961)
- Dog Star Man I (1962)
- Dog Star Man II (1963)
- Dog Star Man III (1964)
- Dog Star Man IV (1964)

De eerste twee films waren ongeveer een half uur lang maar de latere films zaten tussen de 5 en 10 minuten. In 1992 werd Dogs Star Man IV opgenomen in de National Film Registry ter conservatie. Alle Dog Star Man films zijn opgenomen in Brakhages film The Art of Vision.